# TV-predikant

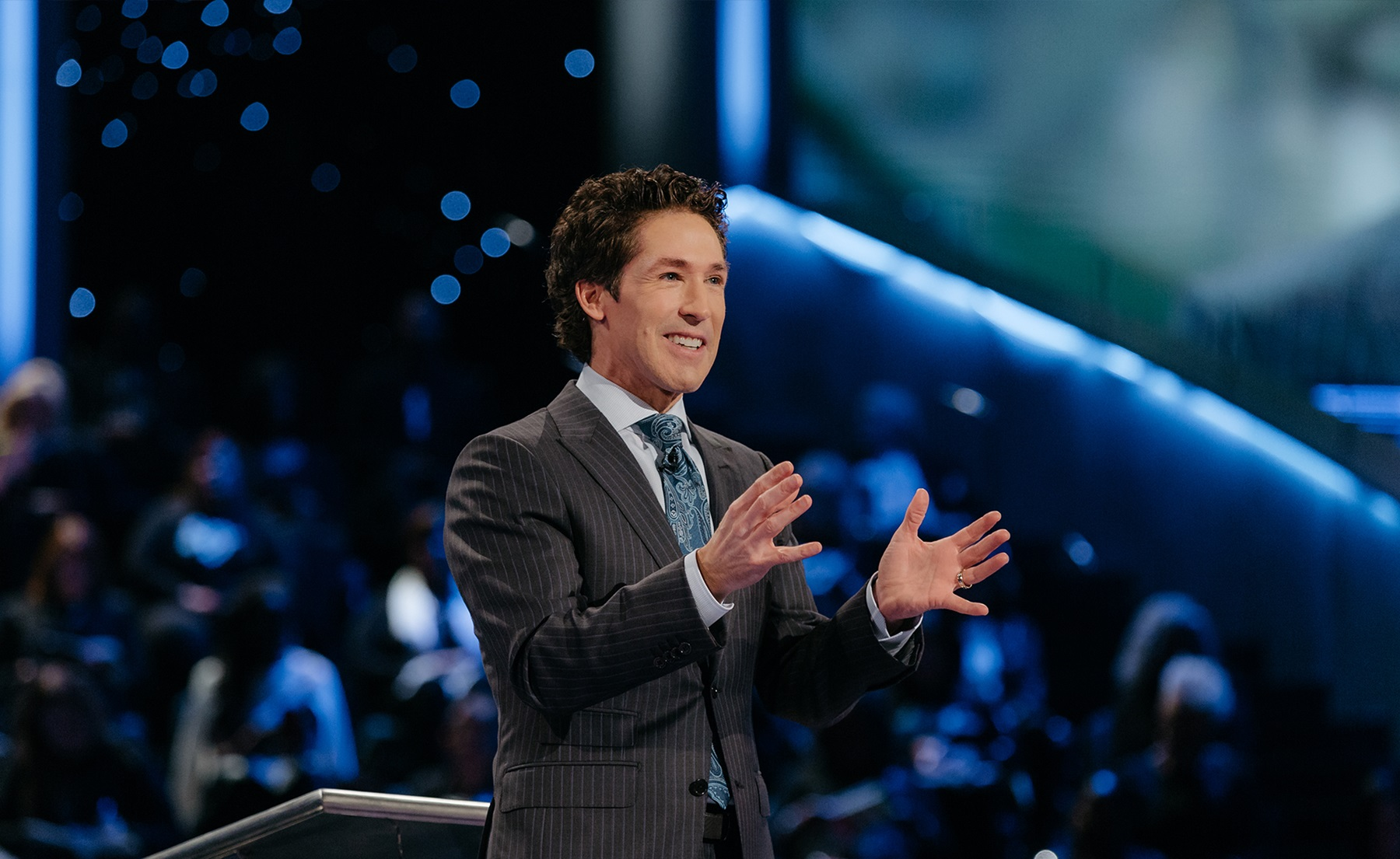
TV-predikanten Joel Osteen i Lakewood Church.

En TV-predikant (engelska: televangelist) är en predikant som predikar i TV. Det kan antingen röra sig om pastorer som har en egen församling men dessutom har ett TV-program, eller om pastorer som uteslutande predikar via TV.
Denna företeelse är som vanligast i USA, där kristen TV är en mångmiljonindustri. Inte sällan har predikanterna en framgångsteologisk inriktning och lockar på så sätt stora donationer från tittarna.
Fenomenet hade sin storhetstid från det sena 1970-talet och framåt. De mest populära predikanterna, som Jim Bakker och Tammy Faye Bakker, Paul Crouch och hans fru Jan, lockade miljontals tittare och fick in stora donationer. TV-predikanterna kom att bli som mest uppmärksammade för den stora allmänheten på 1980-talet och början av 1990-talet.  Dels genom att Pat Robertson nästan lyckades bli presidentkandidat inför valet 1988 men främst för att flera av de mest framgångsrika amerikanska tv-predikanterna, såsom Jim Bakker, Jimmy Swaggart och Robert Tilton, var inblandade i uppmärksammade skandaler. 
TV-predikanter är fortfarande mycket kontroversiella, och många kritiker menar att allt handlar om pengar, och uppmärksammade TV-program har gjorts om bland annat Benny Hinn, som utmålats som en girig helbrägdagörare. Den amerikanska lag som gör religiösa organisationer skattefria gör att det är svårt att få inblick i vad donationer används till. Många tv-predikanter har politiskt inflytande genom stark lobbyverksamhet.

### Fotnoter
1. ↑  ”John MacArthur” (på engelska). Grace to You. 7 december 2009. http://www.gty.org/Blog/B091207. Läst 22 oktober 2015.